# Cathéter de Swan-Ganz
- et 1 - Ligne et lumières du canal proximal abouché au niveau de l'oreillette droite
- et 2 - Ligne et lumières de la sonde thermique abouchée au niveau de l'artère pulmonaire
- et 3 - Ligne et lumière du canal de gonflage du ballonnet situé à son extrémité
- et 4 - Ligne et lumières du canal distal abouché au niveau de l'artère pulmonaire

Schéma du trajet du cathéter de Swan-Ganz.
A - Veine cave supérieure ; B - Oreillette droite ; C - Ventricule droit ; D - Artère pulmonaire
Sang veineux
Sang artériel

Un cathéter de Swan-Ganz est un dispositif médical destiné au cathétérisme de l'artère pulmonaire à des fins d'exploration diagnostique.

## Historique
Le cathéter de Swan-Ganz tire son nom de ses inventeurs Jeremy Swan (en) et William Ganz (en) médecins résidents du Centre médical Cedars-Sinai, qui l'ont développés au début des années 1970. Le modèle initial était à double lumière avec un ballon à sa distalité. Un thermocouple a été ajouté quelques années plus tard pour mesurer le débit cardiaque.
Utilisé largement dans les unités de réanimation pour le monitorage des pressions, son intérêt s'avère cependant limité dans différentes indications à partir des années 2000, période à laquelle elle disparaît presque complètement des unités de soins intensifs. Actuellement, la sonde est presque exclusivement employé pour un « cathétérisme droit » ponctuel.

## Intérêt
Il s'agit du matériel de base pour un cathétérisme cardiaque pour la mesure des pressions et des débits au niveau des cavités cardiaques droites et de l'artère pulmonaire dans le cadre d'un « cathétérisme droit ».
L'objectif est de permettre d'affiner un diagnostic et ou d'assurer un suivi des paramètres hémodynamiques principalement lors d'une insuffisance cardiaque aiguë ou lors d'une affection systémique ayant des répercussions sur la fonction cardiaque (septicémie, hémorragie ou encore insuffisance respiratoire par exemple).
Il permet en outre d'assurer le monitorage de différents paramètres hémodynamiques dans le contexte d'une maladie cardiaque, ou encore d'évaluer l'efficacité d'un traitement médicamenteux.
Le cathétérisme de l'artère pulmonaire est une méthode plus précise, mais invasive, proposée en alternative ou en complément à l'échographie cardiaque. Les mesures peuvent être poncturelles (mise en place du cathéter, prise des mesures et retrait de ce dernier) ou surveillées sur un laps de temps plus ou moins prolongée (cathéter laissé en place)
Le cathétérisme de l'artère pulmonaire par Swan-Ganz permet également une surveillance hémodynamique lors d'un état de choc.

## Description
Selon les modèles, les cathéters disposent de plusieurs lumières (cavités). Un ballon est disposé à son extrémité distale : lorsqu'il est gonflé dans la lumière d'une branche de l'artère pulmonaire, obstruant cette dernière, il isole la portion aval du cathéter qui peut mesurer la pression distale dite pression capillaire pulmonaire bloquée (PAPO ou Pcap). Une autre lumière débouche plus en amont et permet la mesure simultanée d'une pression avant le ballon. Le cathéter dispose également d'une électrode thermocouple à sa distalité permettant la mesure de la température et du débit cardiaque par la méthode de thermodilution.
Couplée à un cathétérisme gauche permettant la mesure de la pression diastolique du ventricule gauche, les données permettent de calculer les résistances du lit vasculaire pulmonaire, d'estimer la surface de la valve mitrale. Des prélèvements sanguins étagées sont possibles permettant de détecter  et de mesurer un shunt intra cardiaque (communication anormale entre le cœur gauche et le cœur droit)

## Mise en place
Sous asepsie chirurgicale et sous anesthésie locale, un cathéter est inséré par la technique de Seldinger (guide métallique permettant le passage d'un dilatateur et du cathéter lui-même) au niveau d'une veine de gros calibre, comme la veine jugulaire interne, la veine fémorale ou encore la veine sous-clavière. Par ces voies d'abord, le cathéter de Swan-Ganz est glissé jusque dans l'oreillette droite puis le ventricule droit pour venir résider enfin dans l'artère pulmonaire.
La mise en place du cathéter peut s'effectuer sous amplificateur de brillance (radioscopie), ou guidé par le monitorage de la pression et de l'ECG. Le gonflement du ballonnet facilite la mise en place car le cathéter est alors guidé par le flux sanguin. La forme des courbes de pression permet également d'aider au bon positionnement.
Les différentes lumières sont alors connectées à des capteurs de pression qui doivent être calibrés et les mesures sont acquises par un système informatique.
Le débit cardiaque est estimé par injection de sérum glacé dans la lumière proximale (méthode de thermodilution).
Le retrait du cathéter doit être fait, ballonnet dégonflé.

## Données mesurables
Le monitorage par cathéter de Swan-Ganz permet de recueillir de multiples informations suivant le positionnement de ce dernier :
- pression veineuse centrale ;
- pression dans l'oreillette droite (ou POD) et dans le ventricule droit ;
- pression artérielle pulmonaire ;
- pression artérielle pulmonaire d'occlusion (ou PAPO) ;
- précharge du ventricule gauche ;
- volume et index de systole ;
- débit et index cardiaques ;
- saturation en oxygène du sang veineux mêlé ;
- fraction d'éjection du ventricule droit.

## Indications
La cathétérisme de l'artère pulmonaire au moyen du cathéter de Swan-Ganz présente de multiples indications mais les mêmes renseignements peuvent être souvent obtenues par d'autres moyens : échocardiographie, dosage de la BNP… Sa réalisation permet cependant de trancher en cas de données discordantes.
Les principales indications sont :
- l'évaluation d'une hypertension artérielle pulmonaire, permettant de voir si elle d'origine post capillaire (cause cardiaque) ou non, de mesurer les résistances pulmonaires et de voir si ces dernières sont fixées ou améliorable (test au monoxyde d'azote) ;
- l'évaluation d'une valvulopathie mitrale ;
- le bilan pré transplantation cardiaque, la présence de résistances pulmonaires élevées et fixées rendant le geste chirurgical beaucoup plus aléatoire et constituant une contre-indication à la greffe ;
- l'évaluation de certaines cardiopathies congénitales ;
- l'évaluation de certaines insuffisances cardiaques droites, permettant de dépister certaines causes comme une péricardite constrictive.

## Contre-indications
Ce sont les endocardites du cœur droit ainsi que la présence d'une phlébite haute (risque de migration d'un thrombus).
La présence d'une insuffisance importante de la valve tricuspide n'est pas une contre-indication mais rend le positionnement de la sonde particulièrement délicate en raison des turbulences du flux de régurgitation.

## Incidents et accidents
Outre les accidents infectieux et ceux propre à la ponction veineuse, le passage du ventricule droit peut occasionner des troubles du rythme de type tachycardie ou fibrillation ventriculaire pouvant nécessiter un choc électrique externe.
La perforation d'une artère pulmonaire avec constitution d'un hémothorax est rarissime.